# Pregnenolona
La pregnenolona, también conocida como P5 o pregn-5-en-3β-ol-20-ona, es una hormona esteroidea involucrada en la esteroidogénesis. Es el primer y principal metabolito del colesterol en la esteroidogénesis, y puede dar lugar a la progesterona por efecto de la 3beta-HSD, o bien la 17-hidroxipregnenolona mediante la enzima 17alfa-hidroxilasa. La pregnenolona se incluye dentro del grupo de progestágenos. Otros grupos de hormonas incluyen los mineralocorticoides, glucocorticoides, andrógenos, y estrógenos. Como tal, es una prohormona. El sulfato de pregnenolona es antagonista del receptor GABAB

e incrementa la neurogénesis adulta en el hipocampo.

## Química
Tal como otros esteroides, la pregnenolona consiste en cuatro hidrocarburos cíclicos interconectados. Contiene grupos funcionales de hidroxilo y de cetona, dos ramas de etilo, y un doble enlace en el C5, en el hidrocarburo cíclico B. Tal como todas las hormonas esteroides, la pregnenolona es hidrofóbico. Su versión esterificada, el sulfato de pregnenolona, es soluble en agua.

## Síntesis

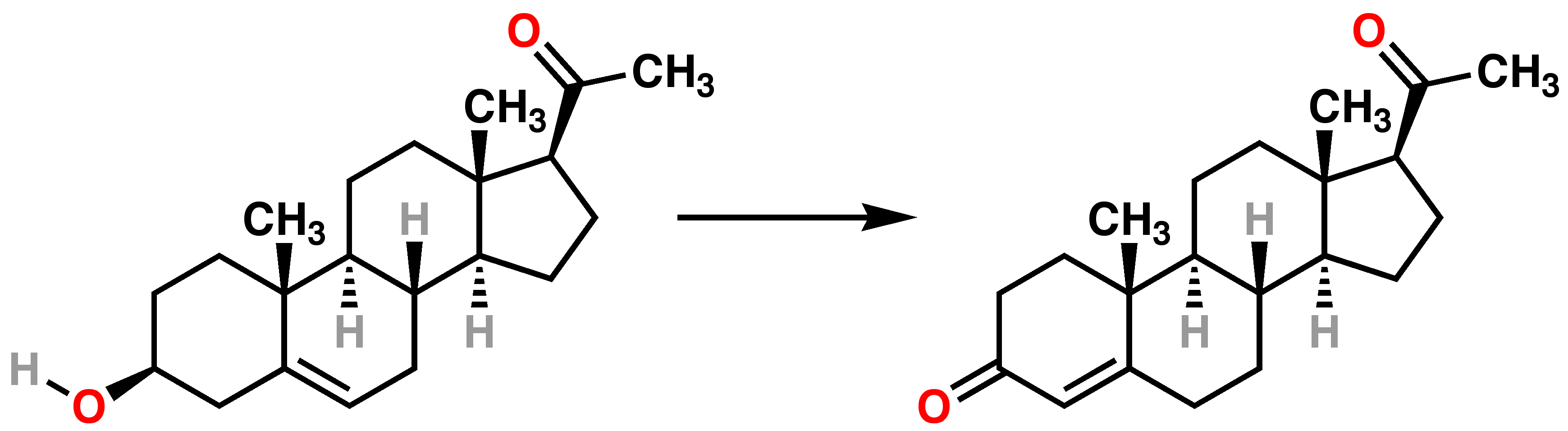
Reacción: Pregnenolona-Progesterona

Esteroidogénesis, mostrando la pregnenolona arriba a la izquierda.

La pregnenolona es sintetizada del colesterol. Esta conversión involucra la hidroxilación en la cadena latera en las posiciones C20 y C22, con la escisión de la cadena lateral. La enzima que realiza esta tarea es el citocromo P45011a1, parte de la superfamilia citocromo P450, localizada en la mitocondria, y es controlada por las hormonas trópicas de la hipófisis, tales como la ACTH, FSH o LH.

## Prohormona
La pregnenolona se metaboliza aún más en una de tres maneras.
- La pregnenolona puede ser convertida en progesterona. El paso enzimático crítico tiene dos aspectos usando una 3beta-hidroxiesteroide deshidrogenasa y una delta 4-5 isomerasa. Este último transfiere el doble enlace del C5 al C4 en el anillo A. La progesterona es la entrada a la vía delta-4, resultando en la producción de la 17-hidroxiprogesterona y androstenediona, precursores de la testosterona y estrona. La aldosterona y los corticosteroides también son derivados de la progesterona y sus derivados.

- La pregnenolona puede ser convertida en 17-hidroxipregnenolona por la enzima 17α-hidroxilasa (CYP17A1). Usando esta vía, llamada vía delta-5, el próximo paso es la conversión a dehidroepiandrosterona (DHEA) usando una desmolasa. La DHEA es el precursor de la androstenediona.

- La pregnenolona puede ser convertida en androst-5,16-dien-3 beta-ol por la 16-ene-sintetasa.

## Neuroesteroide
La pregnenolona y su sulfato, como la dehidroepiandrosterona y su sulfato y la progesterona, pertenecen al grupo de los neuroesteroides que son encontrados en altas concentraciones en ciertas partes del cerebro, y son sintetizados allí. Los neuroesteroides afectan el funcionamiento sináptico, son neuroprotectores, y mejoran la mielinización. La pregnenolona y su éster de sulfato están siendo investigados por su potencial para mejorar el funcionamiento cognitivo y la memoria.
El sulfato de pregnenolona  demostró activar los canales de iones del Receptor Potencial Transitorio M3 en hepatocitos e islotes pancreáticos causando la entrada de calcio y la posterior liberación de insulina.

## Supresión pituitaria
Todos los corticosteroides tienen numerosas y variadas acciones farmacológicas. En humanos, una única dosis o un uso de corto plazo (varios días) prácticamente no tiene efectos nocivos. Sin embargo, el uso prolongado de corticosteroides podría resultar en la supresión de la función pituitaria. La dosis umbral diaria para este efecto es aproximadamente 0.5 mg para un individuo de 50 kg.